# Grand Prix automobile d'Australie 2013
GP suivant
Le Grand Prix automobile d'Australie 2013 (2013 Formula 1 Rolex Australian Grand Prix), disputé le 17 mars 2013 sur le circuit de l'Albert Park à Melbourne, est la 879e épreuve du championnat du monde de Formule 1 courue depuis 1950 et la manche d'ouverture du championnat 2013.
Les qualifications de déroulent dans un premier temps sous l'averse, puis sur une piste mouillée et enfin sur un tracé sec vers la fin de la troisième partie de la séance. À cette occasion, en pneus pour le sec, Sebastian Vettel obtient la trente-septième pole position de sa carrière, se montrant plus rapide de quatre dixièmes de seconde que son coéquipier Mark Webber : les deux monoplaces de l'écurie Red Bull Racing occupent donc la première ligne de la grille de départ du Grand Prix inaugural de la saison 2013. Les Ferrari (Massa devant Alonso) et les Mercedes (Hamilton plus rapide que Rosberg) se répartissent sur les deuxième et troisième lignes, suivies par la Lotus de Kimi Räikkönen, septième.
Le lendemain, en course, Kimi Räikkönen se montre le plus efficace dans la gestion des pneumatiques en n'effectuant que deux arrêts pour en changer (quand la plupart de ses rivaux en font trois) et parvenant tout du long à maintenir un rythme élevé. En conséquence, le Finlandais prend la tête au vingt-troisième tour, la reprend vingt boucles plus tard après un intermède assuré par Alonso et file vers l'arrivée où il conserve douze secondes d'avance sur Fernando Alonso, et vingt-deux sur Sebastian Vettel pour remporter la vingtième victoire de sa carrière, sa deuxième avec Lotus (après le Grand Prix d'Abou Dhabi 2012) et prendre les commandes du championnat 2013. 
Derrière ce trio, Felipe Massa, Lewis Hamilton, Mark Webber, Adrian Sutil, Paul di Resta, Jenson Button et Romain Grosjean marquent leurs premiers points. Avec ses pilotes classés deuxième et quatrième, Ferrari prend la première place du classement des constructeurs avec 30 points et devance Lotus F1 Team (26 points) et Red Bull Racing (23 points) ; suivent Force India et Mercedes (10 points) et McLaren (2 points).

## Essais libres

### Première séance, le vendredi de 12 h 30 à 14 h
| Pos. | Pilote           | Voiture          | Chrono         | Écart     |
| ---- | ---------------- | ---------------- | -------------- | --------- |
| 1    | Sebastian Vettel | Red Bull-Renault | 1 min 27 s 211 |           |
| 2    | Felipe Massa     | Ferrari          | 1 min 27 s 289 | + 0 s 078 |
| 3    | Fernando Alonso  | Ferrari          | 1 min 27 s 547 | + 0 s 336 |
| 4    | Lewis Hamilton   | Mercedes         | 1 min 27 s 552 | + 0 s 341 |
| 5    | Mark Webber      | Red Bull-Renault | 1 min 27 s 668 | + 0 s 457 |
| 6    | Kimi Räikkönen   | Lotus-Renault    | 1 min 27 s 877 | + 0 s 666 |

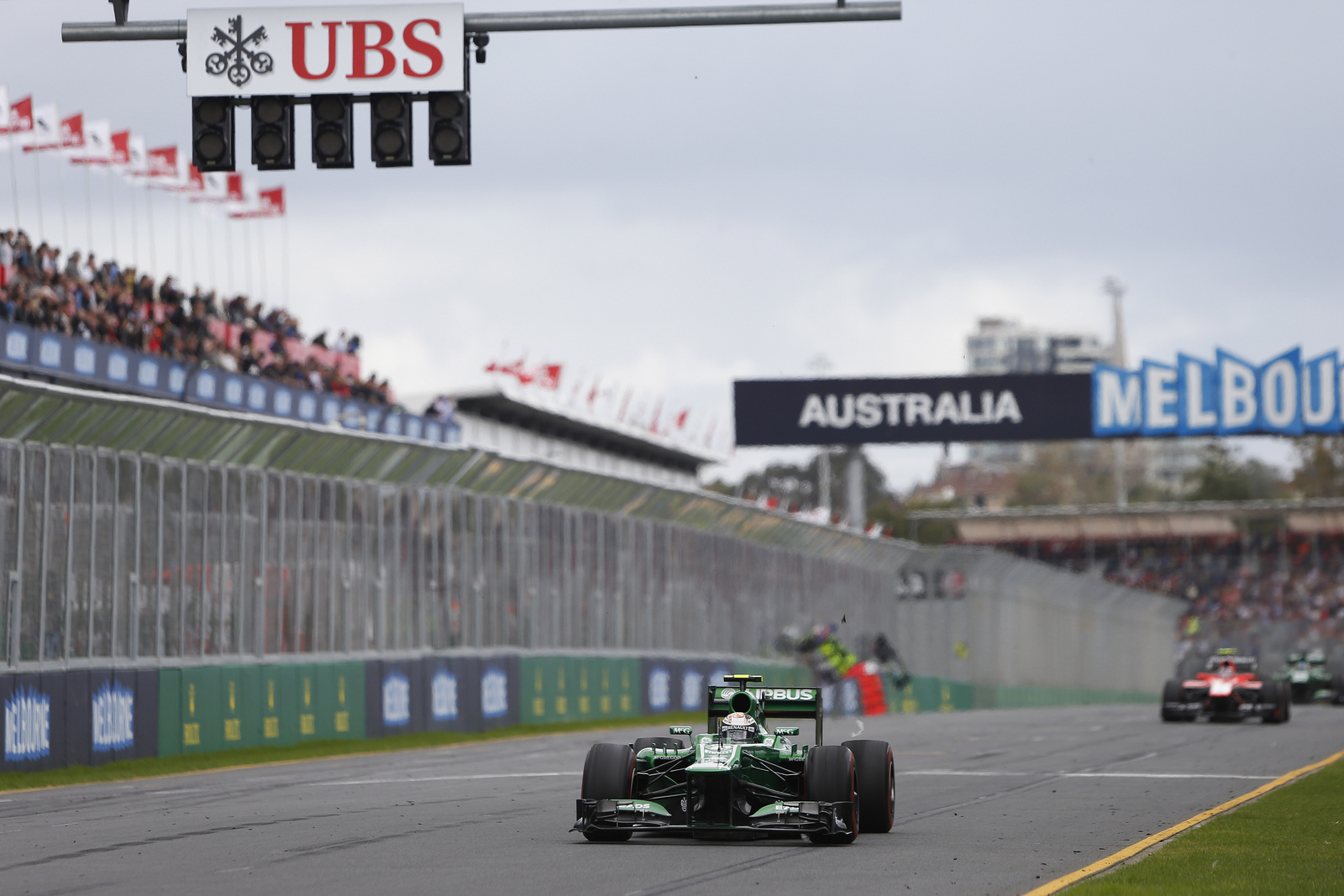
Giedo Van der Garde prend son premier départ en Formule 1 lors du Grand Prix d'Australie 2013.

Il fait 22 °C dans l'air, 29 °C sur la piste et le taux d'humidité est de 56 % sur le circuit de l'Albert Park pour la première séance d'essais libres du Grand Prix d'Australie, première manche du championnat 2013,,.
Les Williams F1 Team disposent de deux types de sorties d'échappements à effet Coandă sur les deux monoplaces : la Williams FW35 de Valtteri Bottas, équipée d'un nouveau profil de sorties est différente de celle de Pastor Maldonado qui utilise le profil testé à Barcelone lors des essais de pré-saison. Les monoplaces Red Bull RB9 sont également équipées d'échappements disposant d'un nouveau profil. La Ferrari F138 présente des dérives en carbone à l'extrémité des suspensions avant, à proximité des entrées de refroidissement des freins ainsi que deux capots moteurs différents pour Fernando Alonso et Felipe Massa. La Lotus E21 dispose d'un nouvel aileron avant et les Mercedes AMG F1 W04 d'un aileron arrière ayant évolué depuis les précédents tests et sont équipées, à la demande de Lewis Hamilton, de freins Carbon Industries. 
Daniel Ricciardo, qui dispose d'un nouvel aileron avant, prend la piste le premier pour boucler un tour d'installation, suivi par Jules Bianchi, Max Chilton, Jean-Éric Vergne, Charles Pic et Giedo Van der Garde. Ricciardo fixe le premier tour chronométré en 1 min 36 s 089 après quarante minutes,,.
Plusieurs pilotes se relaient en tête du classement : Vergne tourne en 1 min 31 s 267, Ricciardo repasse en tête en 1 min 30 s 969 et cède à nouveau sa place à Vergne en 1 min 30 s 947. Kimi Räikkönen améliore à trois reprises (1 min 29 s 029, 1 min 28 s 095 et 1 min 27 s 877) puis Alonso tourne en 1 min 27 s 547, Sebastian Vettel en 1 min 27 s 320 et Felipe Massa en 1 min 27 s 289. Vettel réalise finalement le meilleur temps de la session en 1 min 27 s 211 alors qu'il reste encore 23 minutes avant le drapeau à damier,,.
Felipe Massa et Paul di Resta sont tous deux sortis de la piste, sans conséquence,,.

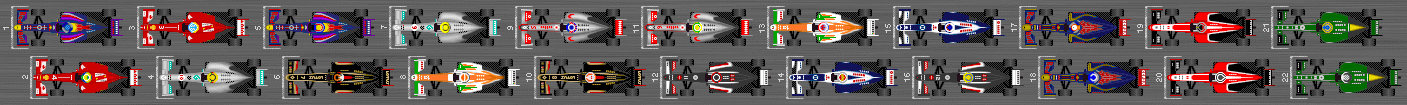
Schéma des résultats de la première séance d'essais libres du Grand Prix d'Australie 2013.

### Deuxième séance, le vendredi de 16 h 30 à 18 h
| Pos. | Pilote           | Voiture          | Chrono         | Écart     |
| ---- | ---------------- | ---------------- | -------------- | --------- |
| 1    | Sebastian Vettel | Red Bull-Renault | 1 min 25 s 908 |           |
| 2    | Mark Webber      | Red Bull-Renault | 1 min 26 s 172 | + 0 s 264 |
| 3    | Nico Rosberg     | Mercedes         | 1 min 26 s 322 | + 0 s 414 |
| 4    | Kimi Räikkönen   | Lotus-Renault    | 1 min 26 s 361 | + 0 s 453 |
| 5    | Romain Grosjean  | Lotus-Renault    | 1 min 26 s 680 | + 0 s 772 |
| 6    | Fernando Alonso  | Ferrari          | 1 min 26 s 748 | + 0 s 840 |

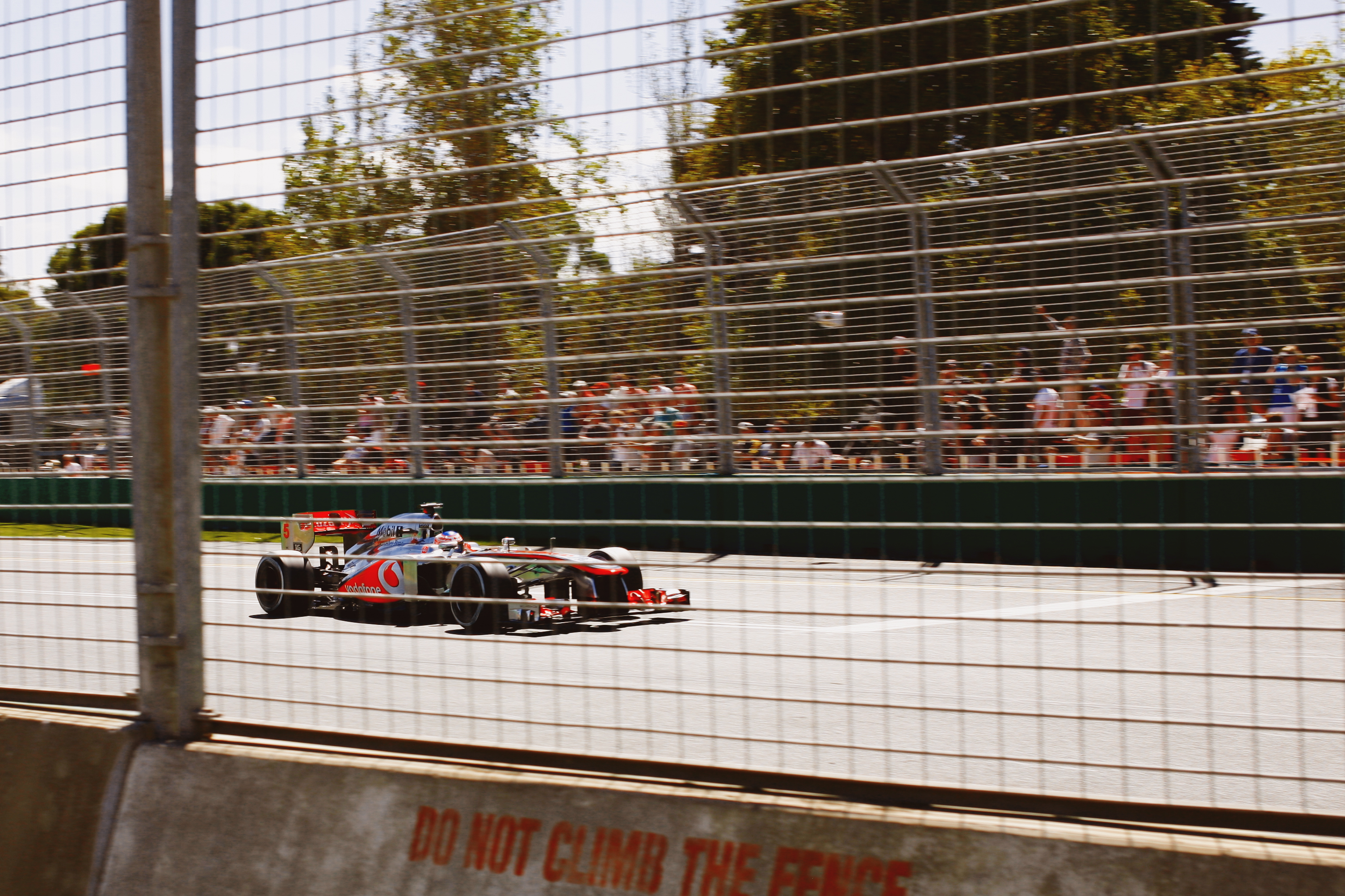
Jenson Button au Grand Prix d'Australie 2013.

Il fait 23 °C dans l'air, 36 °C sur la piste et le taux d'humidité est de 52 % sur le circuit pour la deuxième séance d'essais libres. Les pilotes s'élancent rapidement en piste et Kimi Räikkönen fixe le temps de référence en 1 min 32 s 967 et améliore immédiatement en 1 min 29 s 012,,.
Lewis Hamilton tourne en 1 min 27 s 882, Räikkönen reprend le commandement en 1 min 27 s 606 puis cède face à Sebastian Vettel (1 min 26 s 604 puis 1 min 26 s 274) alors que la séance a commencé depuis moins de vingt minutes. Giedo Van der Garde abandonne alors sa Caterham F1 Team en panne dans le virage no 3. Alors qu'il reste une heure avant le drapeau à damier, certains, notamment les pilotes Williams, entrent en piste avec les pneus les plus tendres de la gamme mais ne parviennent pas à s'approcher de la première place de Vettel, victime de graining et d'une forte dégradation des pneumatiques. Fernando Alonso passe en pneus tendres à la mi-séance et prend la deuxième place du classement en 1 min 26 s 748, à une demi-seconde de Vettel qui était en pneus durs,,.
Chaussé de pneus tendres, Mark Webber prend la tête en 1 min 26 s 172 mais cède face à son coéquipier Vettel, pourtant en difficulté avec son SREC, qui tourne en 1 min 25 s 908. À quelques minutes du drapeau à damier, Lewis Hamilton sort de la piste et rejoint son stand à pied ; quelques instants plus tard, Mercedes Grand Prix demande à son coéquipier Nico Rosberg de s'arrêter en piste à cause de soucis de boîte de vitesses,,.

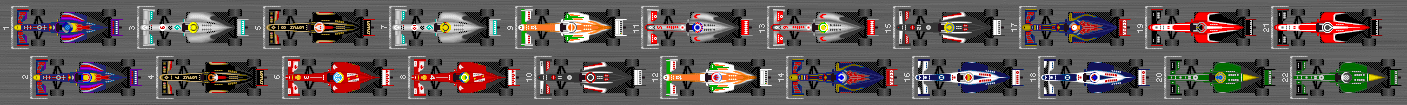
Schéma des résultats de la seconde séance d'essais libres du Grand Prix d'Australie 2013.

### Troisième séance, le samedi de 14 h à 15 h
| Pos. | Pilote           | Voiture              | Chrono         | Écart     |
| ---- | ---------------- | -------------------- | -------------- | --------- |
| 1    | Romain Grosjean  | Lotus-Renault        | 1 min 26 s 929 |           |
| 2    | Fernando Alonso  | Ferrari              | 1 min 27 s 000 | + 0 s 071 |
| 3    | Felipe Massa     | Ferrari              | 1 min 27 s 241 | + 0 s 312 |
| 4    | Paul di Resta    | Force India-Mercedes | 1 min 27 s 533 | + 0 s 604 |
| 5    | Kimi Räikkönen   | Lotus-Renault        | 1 min 27 s 625 | + 0 s 696 |
| 6    | Daniel Ricciardo | Toro Rosso-Ferrari   | 1 min 27 s 849 | + 0 s 920 |

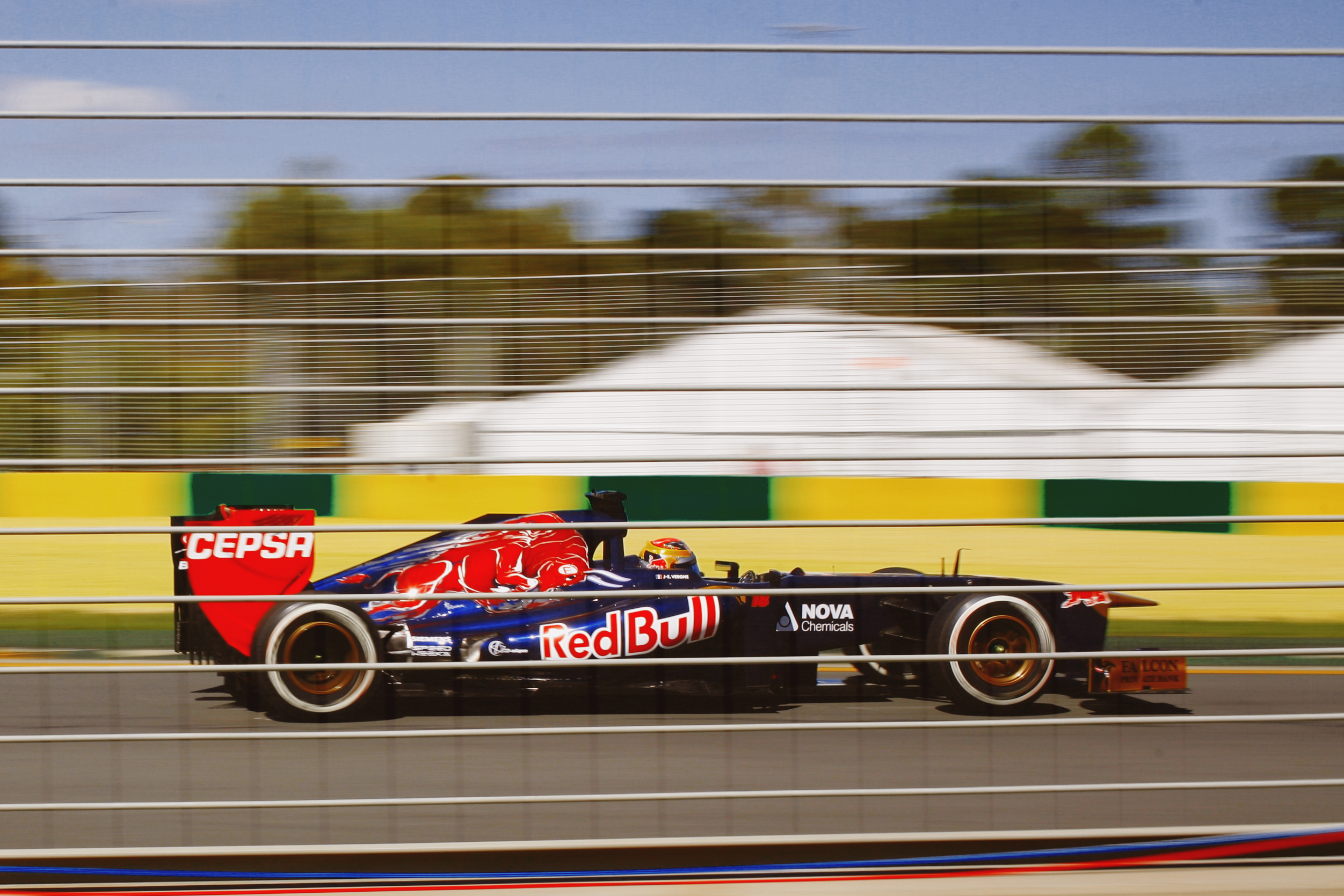
Jean-Éric Vergne au Grand Prix d'Australie 2013.

La température ambiante est de 23 °C et celle de la piste est de 31 °C au départ de la dernière séance d'essais libres du Grand Prix d'Australie. Les pilotes prennent rapidement la piste car la pluie est annoncée et Mark Webber réalise les meilleures performances en début de session avec trois tours bouclés en 1 min 31 s 171, 1 min 30 s 978 et 1 min 30 s 288. Il est ensuite relayé en tête par Daniel Ricciardo (1 min 29 s 976) et son coéquipier Jean-Éric Vergne (1 min 29 s 702),,.
Fernando Alonso passe alors en tête en 1 min 27 s 537 mais son temps est battu par son coéquipier Felipe Massa (1 min 27 s 407). Alonso améliore en 1 min 27 s 000 mais doit s'incliner face à Romain Grosjean en 1 min 26 s 929. Alors que la séance n'a commencé que depuis vingt minutes, la pluie provoque le retour au stand de tous les pilotes en piste,,.
Massa est le premier à se relancer, en pneus pluie, alors qu'il reste 25 minutes dans la session. Alors que tous les pilotes chaussent des pneus intermédiaires, la pluie ayant cessé, Vettel immobilise sa monoplace dans le virage no 4 à cause d'un souci sur le système hydraulique. Le soleil tardant à revenir, personne n'est en mesure de rivaliser avec les temps établis en début de séance,,.

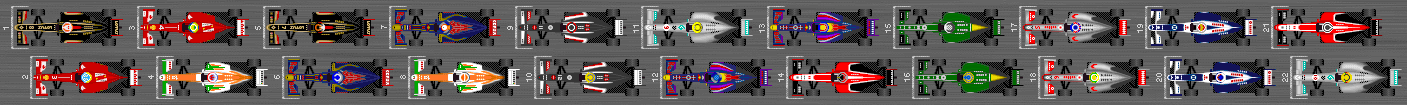
Schéma des résultats de la troisième séance d'essais libres du Grand Prix d'Australie 2013.

## Séance de qualification

### Résultats des qualifications

#### Session Q1

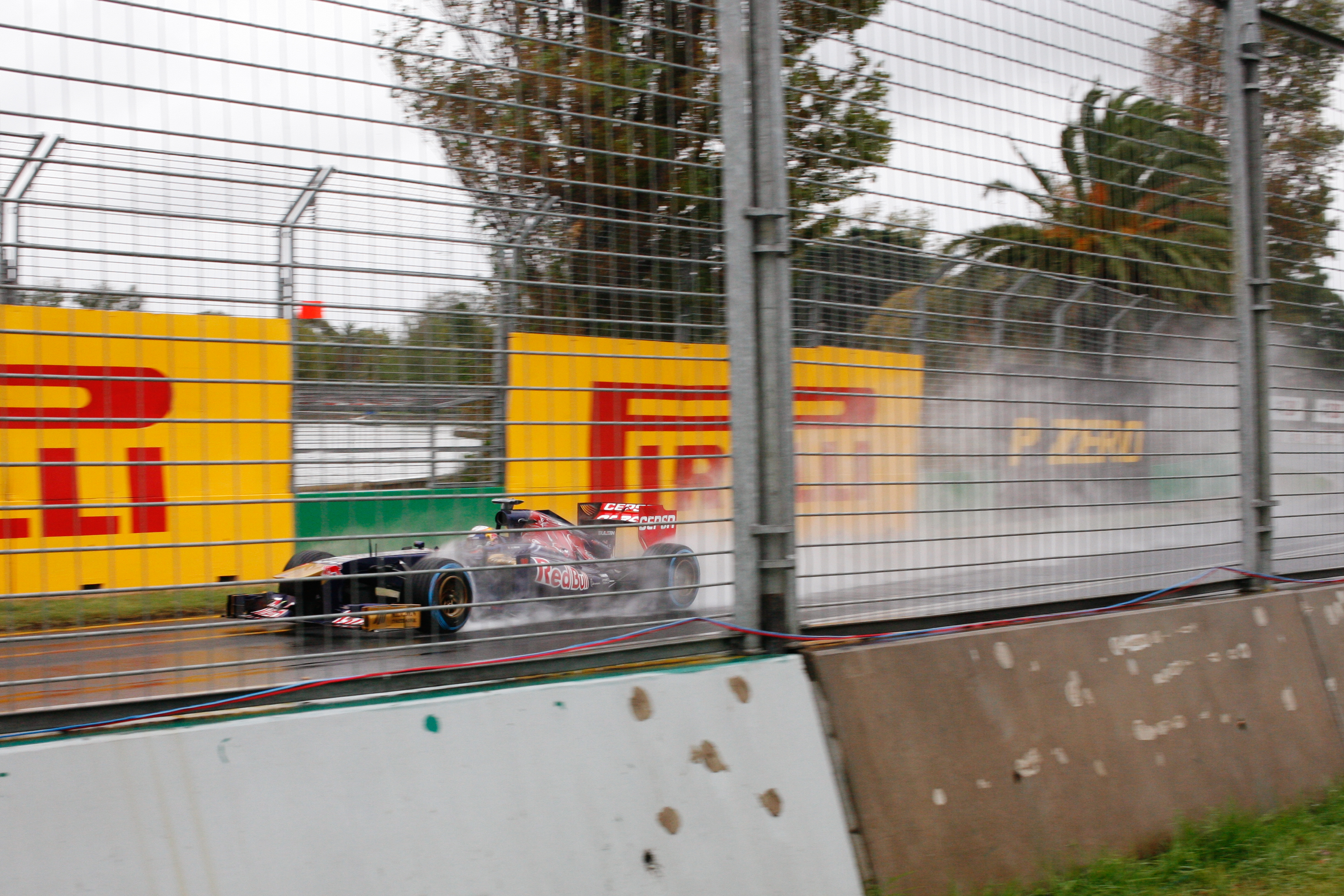
Daniel Ricciardo sous la pluie lors des qualifications du Grand Prix d'Australie 2013.

À cause d'une importante quantité d'eau sur la piste et encore plus de pluie attendue durant la séance, toutes les équipes doivent adapter les réglages des monoplaces pour la pluie alors que la piste est annoncée sèche pour la course du dimanche. La séance qualificative est reportée de dix minutes en raison de l'humidité de la piste. Charlie Whiting, délégué technique de la FIA, annonce ensuite un nouveau report de la séance de dix minutes pour limiter les risques d'aquaplaning. Comme la situation n'évolue pas, un troisième report de dix minutes est annoncé ; après trente minutes d'attente, les monoplaces prennent la piste pour la première partie de la séance qualificative,,. 
Nico Rosberg est le premier pilote chronométré, en 1 min 48 s 028 tandis que Giedo van der Garde est la première victime de la pluie : il tape le muret dans le virage no 5 et casse son aileron avant. Lewis Hamilton perd le contrôle de sa Mercedes dans le virage no 1 et part en tête-à-queue ; il tape son aileron arrière contre le muret puis ignore l'appel de son stand pour en changer. Son coéquipier Rosberg améliore sa performance dans l'ensemble des secteurs et tourne en 1 min 46 s 539,,. 
Felipe Massa tape fortement le mur au virage no 12 et perd son aileron avant. Jean-Éric Vergne signe le meilleur temps de la session à huit minutes de son terme (1 min 46 s 339) mais Sebastian Vettel améliore finalement en 1 min 46 s 188,,.  
Si Sergio Pérez, seulement seizième, manque d'emboutir sa McLaren MP4-28 contre le mur, Jenson Button, Paul di Resta et Adrian Sutil choisissent quant à eux de chausser des pneus intermédiaires en dépit de l'importante quantité d'eau en piste. Ils sont vite imités par les autres pilotes alors qu'il ne reste plus que cinq minutes avant la fin de la session. Button améliore le meilleur temps d'une seconde et prend le commandement de la séance alors que tous les pilotes améliorent leurs temps,,. 
Charles Pic et Esteban Gutiérrez partent à la faute en fin de séance : choc frontal contre le muret. Nico Rosberg, en 1 min 43 s 380 réalise finalement la meilleure performance tandis que Pic, Van der Garde, Max Chilton, Jules Bianchi, Gutiérrez et Pastor Maldonado sont éliminés,,.

#### Session Q2
Le départ de la session Q2 est reporté de dix minutes car la pluie a redoublé et les commissaires ont beaucoup de travail pour enlever les nombreux débris qui jonchent la piste à la suite des sorties de piste en Q1. Les conditions climatiques empirent et la direction de course décide de retarder le départ de la séance de vingt minutes supplémentaires. À l'issue de ce second report, Charlie Whiting annonce un nouveau délai de vingt minutes supplémentaires puis la direction de course décide finalement de remettre la suite de cette séance qualificative au lendemain matin,,.
Le lendemain matin, la température ambiante est de 15 °C et la piste est à 13 °C au départ de la suite de la séance de qualification. La piste est encore très humide car la pluie n'a cessé que moins d'une demi-heure avant le début de la session. Les pilotes s'élancent en pneus intermédiaires et Nico Rosberg fixe le premier temps de référence en 1 min 40 s 423 puis l'améliore en 1 min 38 s 930,,.
Sebastian Vettel tourne ensuite en 1 min 38 s 647 et Fernando Alonso en 1 min 38 s 555 ; Vettel reprend la tête en 1 min 37 s 640 mais Nico Rosberg améliore en 1 min 37 s 325. Les deux Allemands poursuivent leur lutte en tête, Sebastian Vettel tournant en 1 min 36 s 873, Rosberg améliorant en 1 min 36 s 194. Certains pilotes, tels Jenson Button et Sergio Pérez, chaussent leurs pneus pour piste sèche en fin de séance, sans succès, la piste étant encore trop mouillée. Button repasse alors en pneus intermédiaires dans les dernières minutes et réussit ainsi in extremis à accéder à la session Q3 quand son coéquipier, resté en pneus slicks, est éliminé,,.
Les six pilotes éliminés sont donc Valtteri Bottas, Pérez, Daniel Ricciardo, Jean-Éric Vergne, Adrian Sutil et Nico Hülkenberg,,.

#### Session Q3
Les conditions sont toujours piégeuses pour la Q3, surtout à partir du virage no 12 où la piste est particulièrement humide, et tous les pilotes sortent immédiatement chaussés en pneus intermédiaires tout en espérant chausser les supertendres pour leur seconde tentative,,. 
Si Sebastian Vettel compromet son premier tour lancé en perdant du temps dans le dernier secteur, il reste, en 1 min 32 s 604, le plus rapide en piste, devant Lewis Hamilton et Nico Rosberg. Kimi Räikkönen, auteur du sixième temps en pneus intermédiaires, reprend la piste en pneus pour le sec et dispose d'assez de temps pour tenter deux tours lancés. Le temps établi par Vettel en pneus intermédiaires est vite pulvérisé par tous les pilotes en pneus slick,,.
Vettel, en pneus pour le sec, améliore en 1 min 27 s 407 et prend la pole position du Grand Prix d'Australie devant son coéquipier Mark Webber. Hamilton est troisième pour son premier Grand Prix avec Mercedes et devance Felipe Massa qui domine Fernando Alonso, cinquième. Rosberg se place sixième, devant Räikkönen et Romain Grosjean ; Paul di Resta et Jenson Button complètent le top 10,,.

### Grille de départ du Grand Prix
| Pos.                                                                                      | Pilote              | Écurie               | Qualifications 1 | Qualifications 2 | Qualifications 3 |
| ----------------------------------------------------------------------------------------- | ------------------- | -------------------- | ---------------- | ---------------- | ---------------- |
| 1                                                                                         | Sebastian Vettel    | Red Bull-Renault     | 1 min 44 s 657   | 1 min 36 s 745   | 1 min 27 s 407   |
| 2                                                                                         | Mark Webber         | Red Bull-Renault     | 1 min 44 s 472   | 1 min 36 s 527   | 1 min 27 s 827   |
| 3                                                                                         | Lewis Hamilton      | Mercedes             | 1 min 45 s 456   | 1 min 36 s 625   | 1 min 28 s 087   |
| 4                                                                                         | Felipe Massa        | Ferrari              | 1 min 44 s 635   | 1 min 36 s 666   | 1 min 28 s 490   |
| 5                                                                                         | Fernando Alonso     | Ferrari              | 1 min 43 s 850   | 1 min 36 s 691   | 1 min 28 s 493   |
| 6                                                                                         | Nico Rosberg        | Mercedes             | 1 min 43 s 380   | 1 min 36 s 194   | 1 min 28 s 523   |
| 7                                                                                         | Kimi Räikkönen      | Lotus-Renault        | 1 min 45 s 545   | 1 min 37 s 517   | 1 min 28 s 738   |
| 8                                                                                         | Romain Grosjean     | Lotus-Renault        | 1 min 44 s 284   | 1 min 37 s 641   | 1 min 29 s 013   |
| 9                                                                                         | Paul di Resta       | Force India-Mercedes | 1 min 45 s 601   | 1 min 36 s 901   | 1 min 29 s 305   |
| 10                                                                                        | Jenson Button       | McLaren-Mercedes     | 1 min 44 s 688   | 1 min 36 s 644   | 1 min 30 s 357   |
| 11                                                                                        | Nico Hülkenberg     | Sauber-Ferrari       | 1 min 45 s 930   | 1 min 38 s 067   |                  |
| 12                                                                                        | Adrian Sutil        | Force India-Mercedes | 1 min 47 s 330   | 1 min 38 s 134   |                  |
| 13                                                                                        | Jean-Éric Vergne    | Toro Rosso-Ferrari   | 1 min 44 s 871   | 1 min 38 s 778   |                  |
| 14                                                                                        | Daniel Ricciardo    | Toro Rosso-Ferrari   | 1 min 46 s 450   | 1 min 39 s 042   |                  |
| 15                                                                                        | Sergio Pérez        | McLaren-Mercedes     | 1 min 44 s 300   | 1 min 39 s 900   |                  |
| 16                                                                                        | Valtteri Bottas     | Williams-Renault     | 1 min 47 s 328   | 1 min 40 s 290   |                  |
| 17                                                                                        | Pastor Maldonado    | Williams-Renault     | 1 min 47 s 614   |                  |                  |
| 18                                                                                        | Esteban Gutiérrez   | Sauber-Ferrari       | 1 min 47 s 776   |                  |                  |
| 19                                                                                        | Jules Bianchi       | Marussia-Cosworth    | 1 min 48 s 147   |                  |                  |
| 20                                                                                        | Max Chilton         | Marussia-Cosworth    | 1 min 48 s 909   |                  |                  |
| 21                                                                                        | Giedo van der Garde | Caterham-Renault     | 1 min 49 s 519   |                  |                  |
| Temps minimal à réaliser pour la qualification : 1 min 50 s 616 (107 % de 1 min 43 s 380) |                     |                      |                  |                  |                  |
| 22                                                                                        | Charles Pic         | Caterham-Renault     | 1 min 50 s 626   |                  |                  |

## Course

### Déroulement de l'épreuve

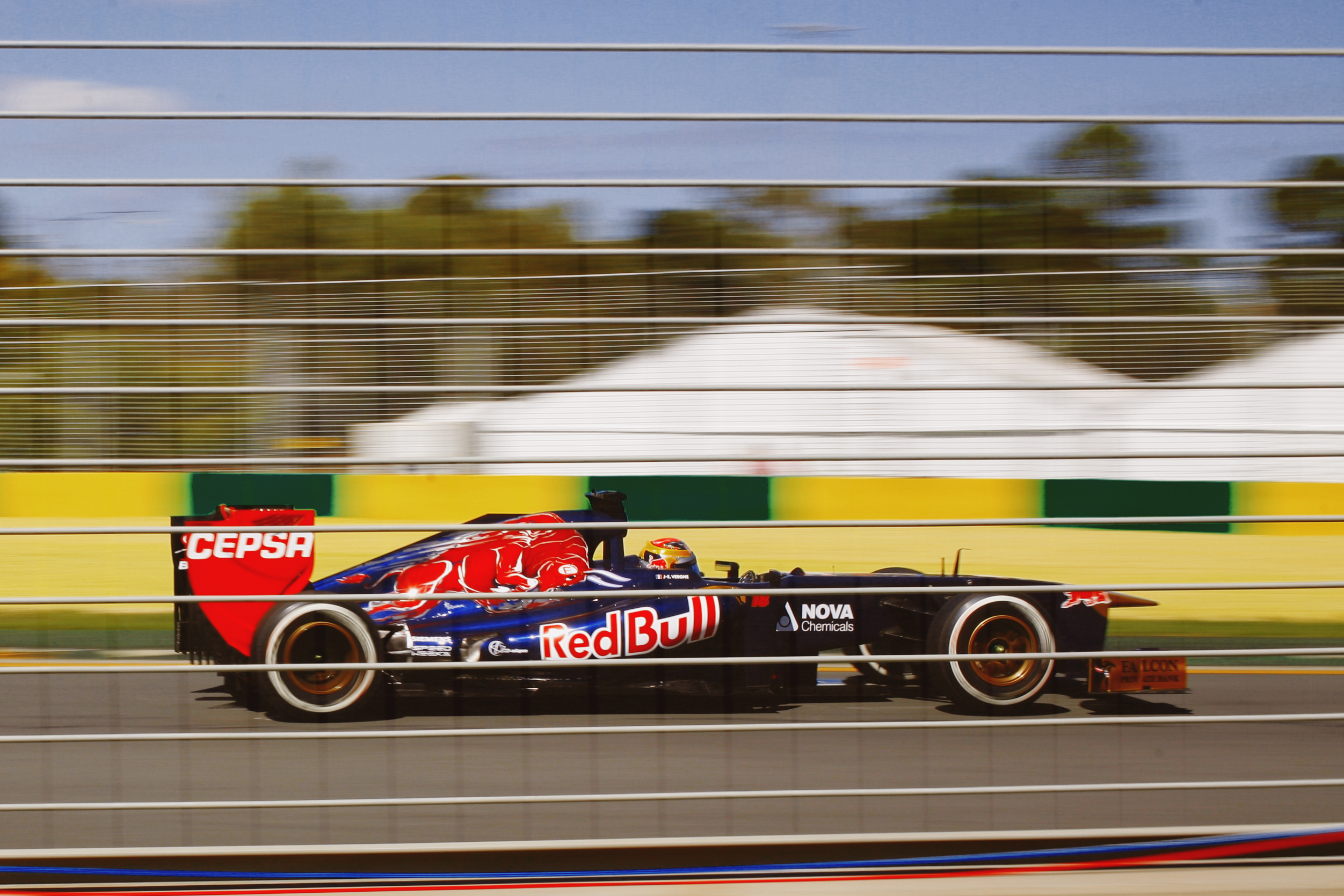
Jean-Éric Vergne au Grand Prix d'Australie

La température est de 18 °C dans l'air et le ciel menaçant à quelques instants du départ du Grand Prix. Vingt et un pilotes s'alignent sur la grille de départ car la Sauber de Nico Hülkenberg a un problème d'arrivée d'essence. À l'extinction des feux, Sebastian Vettel, en pole position, s'engouffre en tête dans le premier virage et devance Felipe Massa, Lewis Hamilton et Fernando Alonso. Au premier passage sur la ligne, Vettel précède Massa, Fernando Alonso, Hamilton, Kimi Räikkönen, Nico Rosberg, Mark Webber, Paul di Resta, Jenson Button, Adrian Sutil et Romain Grosjean,,.
Button rentre aux stands dès le quatrième tour pour chausser des pneus durs ; Webber, Grosjean et Esteban Gutiérrez l'imitent au tour suivant tandis que les deux Ferrari se rapprochent de Sebastian Vettel. Valtteri Bottas et Max Chilton changent leurs pneus au sixième tour, Vettel et Giedo van der Garde au septième, Massa, di Resta et Charles Pic au suivant, Alonso, Räikkönen, Jean-Éric Vergne et Jules Bianchi au neuvième, Pastor Maldonado au dixième, Hamilton au treizième, Rosberg au suivant, Daniel Ricciardo au quinzième et Sergio Pérez au suivant. Au dix-septième passage, Sutil, qui n'a pas encore changé ses pneus durs du départ et conserve pourtant un rythme plus rapide que ses rivaux, devance Vettel, Massa, Alonso, Räikkönen, Hamilton, Rosberg, Button, Webber, di Resta, Grosjean, Vergne, Gutiérrez, Pérez, Bottas, Maldonado, Ricciardo, Bianchi, Pic, Chilton et Van der Garde,,.
Webber change ses pneus pour la deuxième fois au dix-huitième tour, Grosjean rentre au tour suivant, Alonso et Button au vingtième, Sutil (pour son premier arrêt) et Vettel au suivant, Massa et Pérez au vingt-troisième tour. Pendant ce temps, Maldonado sort de la piste et doit abandonner sa monoplace embourbée. Au vingt-sixième tour, Räikkönen mène devant Hamilton et Rosberg : les trois n'ont effectué qu'un seul changement de pneus ; suivent Alonso et Vettel qui ont changé leurs pneus par deux fois. Peu après, Rosberg abandonne sur panne de son système électrique,,.
Au vingt-huitième tour, des gouttes de pluie apparaissent tandis que Felipe Massa attaque Adrian Sutil. Dans le même temps, Fernando Alonso attaque Lewis Hamilton pour le gain de la deuxième place et le passe dans le trente et unième tour. Hamilton rentre immédiatement changer ses pneus alors que l'averse s'est déjà calmée. Räikkönen mène toujours devant Alonso, Vettel, Sutil et Massa puis effectue son deuxième changement de pneus au trente-quatrième tour et remonte en piste à la cinquième place. Massa change ses pneus au trente-sixième tour, Vettel, Button, Grosjean au suivant, Webber au trente-huitième, Alonso au suivant et Hamilton au quarante-deuxième tour,,.
Dans ce quarante-deuxième tour, Räikkönen passe Sutil et prend la tête de la course. Alonso est revenu à moins de 5 secondes et est le pilote le plus rapide en piste ; il prend l'avantage sur Sutil dans le quarante-cinquième tour et se lance aussitôt lance à la poursuite de Räikkönen. Au tour suivant, Räikkönen a augmenté son avantage à 6 secondes sur Alonso quand Sutil rentre échanger ses pneus durs contre des tendres. Au quarante-septième passage, Räikkönen devance Alonso de plus de 7 secondes, Vettel de 13 s, Massa de 15 s, Sutil de 35 s ; suivent Hamilton, Webber, di Resta, Button et Grosjean,,.
Sutil, en grande difficulté avec ses pneus tendres, se fait dépasser par Hamilton et Webber. Räikkönen gère son écart avec Fernando Alonso et remporte la vingtième victoire de sa carrière devant Alonso et Vettel. Suivent pour les points, Massa, Hamilton, Webber, Sutil, di Resta, Button et Grosjean,,.

### Classement de la course
| Pos. | no | Pilote              | Écurie               | Tours | Temps/Abandon                      | Grille | Points |
| ---- | -- | ------------------- | -------------------- | ----- | ---------------------------------- | ------ | ------ |
| 1    | 7  | Kimi Räikkönen      | Lotus-Renault        | 58    | 1 h 30 min 03 s 225 (204,927 km/h) | 7      | 25     |
| 2    | 3  | Fernando Alonso     | Ferrari              | 58    | + 12 s 451                         | 5      | 18     |
| 3    | 1  | Sebastian Vettel    | Red Bull-Renault     | 58    | + 22 s 346                         | 1      | 15     |
| 4    | 4  | Felipe Massa        | Ferrari              | 58    | + 33 s 577                         | 4      | 12     |
| 5    | 10 | Lewis Hamilton      | Mercedes             | 58    | + 45 s 561                         | 3      | 10     |
| 6    | 2  | Mark Webber         | Red Bull-Renault     | 58    | + 46 s 800                         | 2      | 8      |
| 7    | 15 | Adrian Sutil        | Force India-Mercedes | 58    | + 1 min 05 s 068                   | 12     | 6      |
| 8    | 14 | Paul di Resta       | Force India-Mercedes | 58    | + 1 min 08 s 449                   | 9      | 4      |
| 9    | 5  | Jenson Button       | McLaren-Mercedes     | 58    | + 1 min 21 s 630                   | 10     | 2      |
| 10   | 8  | Romain Grosjean     | Lotus-Renault        | 58    | + 1 min 22 s 759                   | 8      | 1      |
| 11   | 6  | Sergio Pérez        | McLaren-Mercedes     | 58    | + 1 min 23 s 367                   | 15     |        |
| 12   | 18 | Jean-Éric Vergne    | Toro Rosso-Ferrari   | 58    | + 1 min 23 s 857                   | 13     |        |
| 13   | 12 | Esteban Gutiérrez   | Sauber-Ferrari       | 57    | + 1 tour                           | 18     |        |
| 14   | 17 | Valtteri Bottas     | Williams-Renault     | 57    | + 1 tour                           | 16     |        |
| 15   | 22 | Jules Bianchi       | Marussia-Cosworth    | 57    | + 1 tour                           | 19     |        |
| 16   | 20 | Charles Pic         | Caterham-Renault     | 56    | + 2 tours                          | 22     |        |
| 17   | 23 | Max Chilton         | Marussia-Cosworth    | 56    | + 2 tours                          | 20     |        |
| 18   | 21 | Giedo van der Garde | Caterham-Renault     | 56    | + 2 tours                          | 21     |        |
| Abd. | 19 | Daniel Ricciardo    | Toro Rosso-Ferrari   | 39    | Échappement                        | 14     |        |
| Abd. | 9  | Nico Rosberg        | Mercedes             | 26    | Électronique                       | 6      |        |
| Abd. | 16 | Pastor Maldonado    | Williams-Renault     | 24    | Tête-à-queue                       | 17     |        |
| Np.  | 11 | Nico Hülkenberg     | Sauber-Ferrari       | 0     | Pompe à essence                    | 11     |        |

### Pole position et record du tour
Pilote en activité comptant le plus de pole positions, Sebastian Vettel en ajoute une à son compteur qui pointe désormais à 37, dont trois à Melbourne. Pilote actif au plus grand nombre de meilleurs tours, Kimi Räikkönen agrémente sa victoire d'un cinquième meilleur tour australien pour porter son total à 38.
- Pole position :  Sebastian Vettel (Red Bull-Renault) en 1 min 27 s 407 (218,413 km/h)[28].
- Meilleur tour en course :  Kimi Räikkönen (Lotus-Renault) en 1 min 29 s 174 (213,845 km/h) au cinquante-sixième tour[29].

### Tours en tête
Parti en pole position, Sebastian Vettel garde la tête jusqu'à son premier changement de pneumatiques. Effet direct des nouvelles gommes Pirelli à la dégradation très rapide, de nombreux pilotes se succèdent en tête au gré des arrêts au stand, Adrian Sutil conservant la première place pendant sept tours en retardant son premier ravitaillement. Au terme de la première salve d'arrêts, Kimi Räikkönen pointe en tête, et si Fernando Alonso puis Sutil tentent de se porter aux avant-postes, c'est le Finlandais qui gère le mieux la dégradation de ses pneumatiques pour s'imposer au terme des 58 tours.
- Sebastian Vettel : 6 tours (1-6)[30].
- Felipe Massa : 3 tours (7 / 21-22)
- Fernando Alonso : 6 tours (8 / 34-38)
- Lewis Hamilton : 4 tours (9-12)
- Nico Rosberg : 1 tour (13)
- Adrian Sutil : 11 tours (14-20 / 39-42)
- Kimi Räikkönen : 27 tours (23-33 / 43-58)

## Classements généraux à l'issue de la course
| Pos. | Pilote           | Écurie               | Points |
| ---- | ---------------- | -------------------- | ------ |
| 1    | Kimi Räikkönen   | Lotus-Renault        | 25     |
| 2    | Fernando Alonso  | Ferrari              | 18     |
| 3    | Sebastian Vettel | Red Bull-Renault     | 15     |
| 4    | Felipe Massa     | Ferrari              | 12     |
| 5    | Lewis Hamilton   | Mercedes             | 10     |
| 6    | Mark Webber      | Red Bull-Renault     | 8      |
| 7    | Adrian Sutil     | Force India-Mercedes | 6      |
| 8    | Paul di Resta    | Force India-Mercedes | 4      |
| 9    | Jenson Button    | McLaren-Mercedes     | 2      |
| 10   | Romain Grosjean  | Lotus-Renault        | 1      |

| Pos. | Écurie               | Points |
| ---- | -------------------- | ------ |
| 1    | Ferrari              | 30     |
| 2    | Lotus-Renault        | 26     |
| 3    | Red Bull-Renault     | 23     |
| 4    | Mercedes             | 10     |
| 5    | Force India-Mercedes | 10     |
| 6    | McLaren-Mercedes     | 2      |

## Statistiques
Le Grand Prix d’Australie 2013 représente :
- la 37e pole position de sa carrière pour Sebastian Vettel[33] ;
- la 20e victoire de sa carrière pour Kimi Räikkönen[34] ;
- la 2e victoire pour Lotus F1 Team en tant que constructeur ;
- la 152e victoire pour Renault en tant que motoriste[35] ;
- le 1er départ en Grand Prix pour Esteban Gutiérrez, Valtteri Bottas, Giedo Van der Garde, Max Chilton et Jules Bianchi.
- la dernière victoire d'une écurie n'appartenant pas au trio Ferrari-Mercedes-Red Bull jusqu'au Grand Prix d'Italie 2020.

Au cours de ce Grand Prix :
- Adrian Sutil mène pour la première fois un Grand Prix, pendant 11 tours[36] ;
- Jenson Button passe la barre des 1000 points inscrits en championnat du monde (1001 points)[37] ;
- Kimi Räikkönen passe la barre des 800 points inscrits en championnat du monde (811 points)[38] ;
- Adrian Sutil passe la barre des 100 points inscrits en championnat du monde (101 points)[39] ;
- Danny Sullivan (15 Grands Prix chez Tyrrell Racing en 1983 (2 points), second de la Race of champions 1983, vainqueur des 500 miles d'Indianapolis 1985 et champion CART 1988) est nommé conseiller des commissaires de course.